# 默古拉鄉 (布澤烏縣)
45°16′24″N 26°33′12″E / 45.27333°N 26.55333°E
默古拉鄉（羅馬尼亞語：Comuna Măgura, Buzău），是羅馬尼亞的鄉份，位於該國東南部，由布澤烏縣負責管轄，面積27平方公里，海拔高度179米，2007年人口2,226，人口密度每平方公里81人。